# Nonnus tegularis
Nonnus tegularis är en stekelart som först beskrevs av Szepligeti 1916.  Nonnus tegularis ingår i släktet Nonnus och familjen brokparasitsteklar. Inga underarter finns listade i Catalogue of Life.